# Budapesti villamosvonalakhoz kapcsolódó iparvágányok listája
Az alábbi lap a Budapesti villamosvonalakhoz kapcsolódó iparvágányok listáját tartalmazza. A budapesti HÉV- és vasútvonalakhoz tartozó iparvágányokkal külön lap foglalkozik.

## Ikonok jelentése
– használatban

 – használaton kívül, létezik

 – használaton kívül, elbontva
Ahol nincs jelzés, nem ismert az iparvágány állapota, használata.
A listában a vontatóvágány külön ki van színessel emelve. Ezek iparvágányait a vasútvonalak normál iparvágányait követően sorolja fel a lista.

## Buda
|  | Villamosvonal      | Név                                                               | Használati és állapoti státusz       | Elhelyezkedés                                            | Kép |
|  | ------------------ | ----------------------------------------------------------------- | ------------------------------------ | -------------------------------------------------------- | --- |
|  | 4, 6, 17           | a Ganz Villamossági Művek iparvágányai                            | elbontva                             | II. kerület, Kisrókus utca                               |     |
|  | 4, 6, 17           | a Ganz Villamossági Művek nyersolajlefejtő telepének iparvágányai | elbontva                             | II. kerület, Kisrókus utca                               | ,   |
|  | 19, 49             | a Füzesi Főműhely iparvágánya                                     | elbontva                             | XI. kerület, Etele térnél, a Kelenföld kocsiszín mellett |     |
|  | 17, 41, 47, 48, 56 | a Budafoki Áramátalakító / Erőmű iparvágánya                      | használaton kívül, bekötése elbontva | XI. kerület, Budafok kocsiszínnél                        |     |
|  | 17, 41, 47, 48, 56 | a BHG Híradástechnikai Vállalat iparvágánya                       | elbontva                             | XI. kerület, Galambóc utcánál                            |     |
|  | 17, 41, 47, 48, 56 | a Budalakk Festék és Műgyanta Gyár iparvágánya                    | elbontva                             | XI. kerület, Prielle Kornélia útnál                      |     |
|  | 17, 41, 47, 48, 56 | a Beloiannisz Híradástechnikai Gyár (BHG) iparvágánya             | elbontva                             | XI. kerület, Prielle Kornélia útnál                      |     |

## Pest
|  | Villamosvonal | Név | Használati és állapoti státusz | Elhelyezkedés                     |
|  | ------------- | --- | ------------------------------ | --------------------------------- |
|  | 2B, 23, 24    | Kábeltelep iparvágánya | használaton kívül, elbontva    | IX. kerület, Haller utca          |
|  | 3             | a H6-os HÉV összekötő iparvágánya | használaton kívül, elbontva    | IX. kerület, Gubacsi út           |
|  | 3             | Epreserdő utcai iparvágány | használaton kívül, elbontva    | IX. kerület, Epreserdő utca       |
|  | 3             | Fertő utcai vontatóvágány: - Mélyfúró Berendezések Gyára iparvágánya - Öntöde iparvágánya                                                         | használaton kívül, elbontva    | X. kerület, Fertő utca            |
|  | 3             | Horog utcai teherszállítás telepének iparvágánya                                                                                                  | használaton kívül, elbontva    | X. kerület, Horog utca            |
|  | 3             | Jegenye utcai vontatóvágány: - Fémtömegcikk Gyár iparvágánya - Üveg és Porcelánértékesítő Vállalat iparvágánya - Mechanikai Hordógyár iparvágánya | használaton kívül, elbontva    | X. kerület, Jegenye utca          |
|  | 12, 14        | Magyar Pamutipar Rt. iparvágánya | használaton kívül, elbontva    | IV. kerület, Görgey Artúr utca    |
|  | 12, 14        | Vácuumtechnikai Gépgyár iparvágánya | használaton kívül, elbontva    | IV. kerület, Görgey Artúr utca    |
|  | 12, 14        | Bulcsú utcai iparvágány | használaton kívül, elbontva    | XIII. kerület, Bulcsú utca        |
|  | 10 (megszűnt) | MAHART iparvágánya | használaton kívül, elbontva    | IV. kerület, Népsziget            |
|  | 10 (megszűnt) | Magyar Hajó- és Darugyár Angyalföldi Gyáregysége iparvágánya                                                                                      | használaton kívül, elbontva    | IV. kerület, Népsziget            |
|  | 10 (megszűnt) | Pannónia Szőrmegyár iparvágánya | használaton kívül, elbontva    | IV. kerület, Zsilip utca          |
|  | 10 (megszűnt) | Budalakk iparvágánya | használaton kívül, elbontva    | IV. kerület, Zsilip utca          |
|  | 10 (megszűnt) | Falemezgyár iparvágánya | használaton kívül, elbontva    | IV. kerület, Duna sor             |
|  | 10 (megszűnt) | Újpesti Növényolajgyár iparvágánya | használaton kívül, elbontva    | IV. kerület, Duna sor             |
|  | 10 (megszűnt) | Újpesti Bőrgyár iparvágánya | használaton kívül, elbontva    | IV. kerület, Külső Váci út        |
|  | 10 (megszűnt) | Hungária Vegyiművek iparvágánya | használaton kívül, elbontva    | IV. kerület, Külső Váci út        |
|  | 10 (megszűnt) | Anker-Művek iparvágánya | használaton kívül, elbontva    | IV. kerület, Külső Váci út        |
|  | 10 (megszűnt) | Porfestékgyár iparvágánya | használaton kívül, elbontva    | IV. kerület, Külső Váci út        |
|  | 10 (megszűnt) | Egyesült Izzó iparvágánya | használaton kívül, elbontva    | IV. kerület, Külső Váci út        |
|  | 10 (megszűnt) | Hungária Papírgyár iparvágánya | használaton kívül, elbontva    | IV. kerület, Külső Váci út        |
|  | 10 (megszűnt) | Vízművek iparvágánya | használaton kívül, elbontva    | IV. kerület, Külső Váci út        |
|  | 10 (megszűnt) | Újpesti Cérnagyár iparvágánya | használaton kívül, elbontva    | IV. kerület, Külső Váci út        |
|  | 10 (megszűnt) | Oxigéngyár iparvágánya | használaton kívül, elbontva    | IV. kerület, Külső Váci út        |
|  | 10 (megszűnt) | Táncsics Bőrgyár iparvágánya | használaton kívül, elbontva    | IV. kerület, Táncsics Mihály utca |
|  | 10 (megszűnt) | Duna Cipőgyár iparvágánya | használaton kívül, elbontva    | IV. kerület, Baross utca          |
|  | 10 (megszűnt) | Duclos Bányagépgyár iparvágánya | használaton kívül, elbontva    | IV. kerület, Baross utca          |
|  | 10 (megszűnt) | Hazai Pamutszövőgyár iparvágánya | használaton kívül, elbontva    | IV. kerület, Baross utca          |
|  | 10 (megszűnt) | Újpesti Vágóhíd iparvágánya | használaton kívül, elbontva    | IV. kerület, Irányi Dániel utca   |
|  | 10 (megszűnt) | Cserzőanyaggyár iparvágánya | használaton kívül, elbontva    | IV. kerület, Vasvári Pál utca     |